# Szojuz TM–11
A Szojuz TM–11 orosz háromszemélyes szállító űrhajó, a 11. expedíció a Mir űrállomásra.

## Küldetés
Az első kereskedelmi űrrepülés, amin az első japán a világűrben, a Mir-űrállomáson járhatott. Összesen 175 napot, 1 órát, 50 percet és 41 másodpercet töltött a világűrben. 2735 fordulatot tett a Föld körül. Felemelkedéskor és a visszatérés alkalmával kamerát helyeztek el a felszálló-leszállóegységben, rögzítve az űrhajósok reakcióit az egyes felemelkedési-leereszkedési fokozatokban. Az újságíró összesen 10 óra televíziós és 20 óra rádióadást közvetített a vevőállomások irányába. A 170 kilogrammos felszerelést előzetesen egy Progressz M űrhajó kézbesítette. A japán újságíró Szojuz TM–10 űrhajóval érkezett vissza a Földre.

## Jellemzői
1990. december 2-án indították a bajkonuri űrrepülőtér Gagarin-indítóállásából, egy Szojuz–U2 hordozórakétával juttatták Föld körüli, közeli körpályára.  Az orbitális egység pályája 92,2 perces, 51,6 fokos hajlásszögű, elliptikus pálya-perigeuma 367 kilométer, apogeuma 400 kilométer volt. Hasznos tömege 7150 kilogramm. Aktív szolgálati idejét befejezve 1991. május 26-án 68 kilométerre Zsezkazgantól ejtőernyővel visszatért a Földre.

## Személyzet

### Felfelé
- Viktor Mihajlovics Afanaszjev parancsnok
- Musza Hiramanovics Manarov kutatásfelelős űrhajós, fedélzeti mérnök,
- Akijama Tojohiro újságíró, riporter,  kutatóűrhajós

### Lefelé
- Viktor Mihajlovics Afanaszjev parancsnok
- Musza Hiramanovics Manarov kutatásfelelős űrhajós, fedélzeti mérnök,
- Helen Sharman kutatóűrhajós

## Tartalék személyzet
- Anatolij Pavlovics Arcebarszkij parancsnok
- Szergej Konsztantyinovics Krikaljov fedélzeti mérnök,
- Kikucsi Rjóko  kutatóűrhajós